# 布罗克尔
布罗克尔是德国下萨克森州的一个市镇。总面积25.12平方公里，总人口1346人，其中男性668人，女性678人（2011年12月31日），人口密度54人/平方公里。